# Скокі (Іллінойс)
Ско́кі (англ. Skokie) — селище (англ. village) в США, в окрузі Кук штату Іллінойс. Передмістя Чикаго, розташоване на північ від його центру. Частина вулиць селища є продовженнями вулиць Чикаго. Населення — 67 824 особи (2020).

## Географія
Скокі розташоване за координатами 42°2′9″ пн. ш. 87°44′24″ зх. д. / 42.03583° пн. ш. 87.74000° зх. д. (42.035971, -87.739991).  За даними Бюро перепису населення США в 2010 році селище мало площу 26,06 км², уся площа — суходіл.

## Демографія
Згідно з переписом 2010 року, у селищі мешкали 64 784 особи в 23 531 домогосподарстві у складі 17 072 родин. Густота населення становила 2486 осіб/км².  Було 25066 помешкань (962/км²).
Расовий склад населення:
| - 60,3 % — білих - 25,5 % — азіатів - 7,3 % — чорних або афроамериканців - 0,2 % — корінних американців - 3,1 % — осіб інших рас |

До двох чи більше рас належало 3,6 %. Частка іспаномовних становила 8,8 % від усіх жителів.
За віковим діапазоном населення розподілялося таким чином: 21,8 % — особи молодші 18 років, 60,8 % — особи у віці 18—64 років, 17,4 % — особи у віці 65 років та старші. Медіана віку мешканця становила 42,6 року. На 100 осіб жіночої статі у селищі припадало 90,3 чоловіків;  на 100 жінок у віці від 18 років та старших — 86,5 чоловіків також старших 18 років.
Середній дохід на одне домашнє господарство  становив 88 018 доларів США (медіана — 66 999), а середній дохід на одну сім'ю — 101 429 доларів (медіана — 78 337). Медіана доходів становила 56 180 доларів для чоловіків та 48 185 доларів для жінок. За межею бідності перебувало 11,3 % осіб, у тому числі 14,5 % дітей у віці до 18 років та 11,5 % осіб у віці 65 років та старших.
Цивільне працевлаштоване населення становило 31 061 осіб. Основні галузі зайнятості: освіта, охорона здоров'я та соціальна допомога — 30,6 %, роздрібна торгівля — 14,2 %, науковці, спеціалісти, менеджери — 9,8 %, мистецтво, розваги та відпочинок — 8,6 %.

## Історія
1888 року село було зареєстровано як Niles Centre. Близько 1910 року назву біло змінено на американізовану — Niles Center. У 1930-х роках почалася кампанія за перейменування села через плутатину з іншим селом Іллінойсу під назвою Найлз (англ. Niles). На референдумі 15 листопада 1940 більшість жителів проголосувала за назву Скокі. Другим варіантом назви був Девоншир (англ. Devonshire).
19 квітня 2009 року в селі було відкрито Іллінойський музей та освітній центр Голокосту.

## Назва
До перейменування назва Скокі застосовувалася до болотної місцевості, на якій було збудоване село. Цю назву використовували вчені-ботаніки принаймні в 1901 році.
Довідник Indian Place Names in Illinois авторства В. Воґеля зазначає, що назва Скокі походить від алгонкінських слів skoutay та scoti, що означають «вогонь». Це є вказівкою на те, що болотні луки випалювалися місцевими індіанцями з метою полювання на відляканих тварин.
Вільям Брайт у книзі Native Placenames of the United States також згадує про слово miishkooki («болото») з мови оджібве, від якого теж може походити назва села.

## Галерея

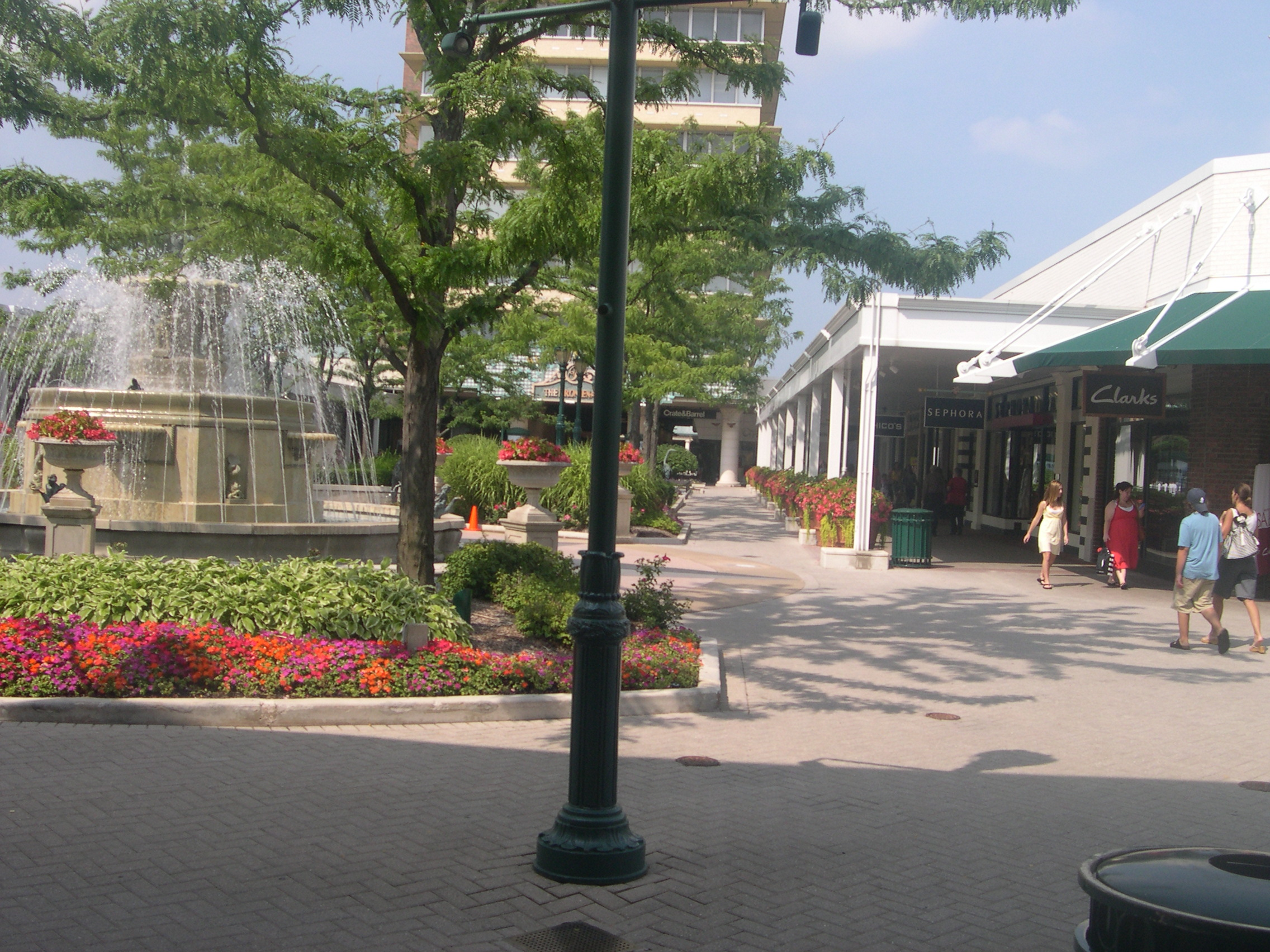
Торговельний центр Westfield Old Orchard
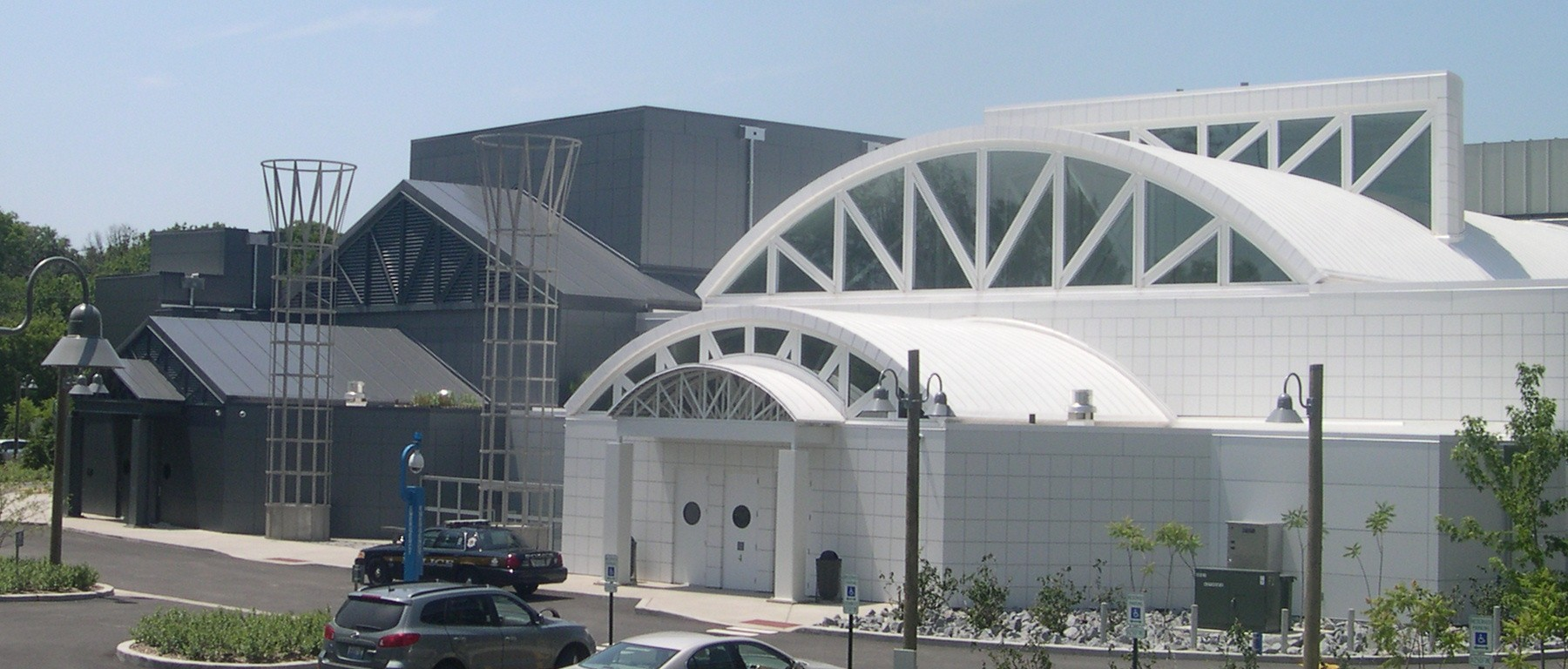
Музей Голокосту
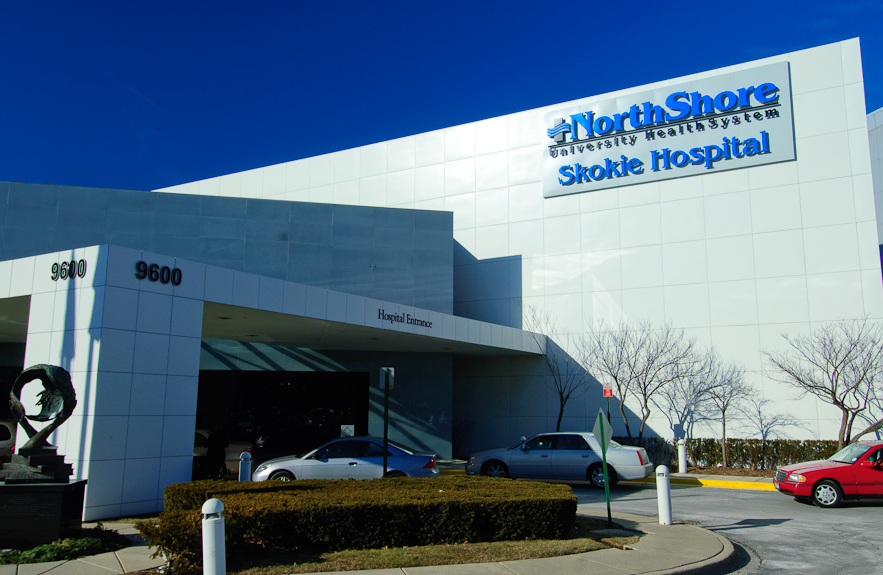
Шпиталь
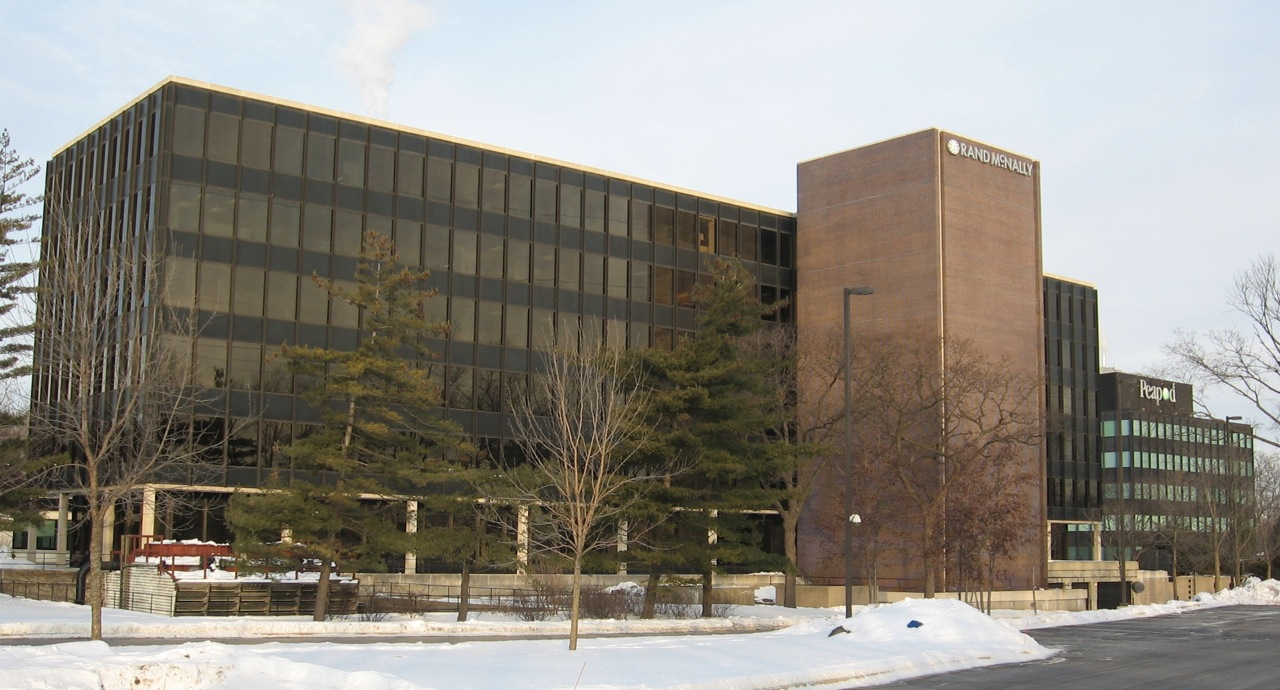
Офісний центр